# Николаевский собор (Бельцы)
Собо́р Святи́теля Никола́я Чудотво́рца (рум. Catedrala Sfântul Nicolae din Bălți) — православный храм в Бельцах, Молдавия. Находится на улице Штефана чел Маре, 30. Относится к Бельцкой и Фалештской епархии Православной церкви Молдовы РПЦ. Николаевский собор включён реестр памятников национального значения Республики Молдова. Старейшее здание города Бельцы.

## История

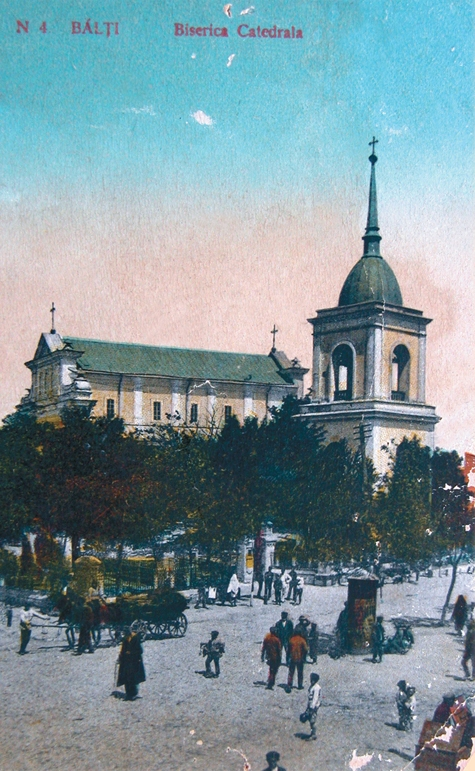
Никольский собор в межвоенный период

На месте современного Николаевского собора при Александре I Добром находилась деревянная церковь, которая была сожжена во время набега крымских татар. Впоследствии она была восстановлена, а при строительстве нового каменного собора была разобрана и перевезена в село Старый Хечул (сейчас — Сынжерейский район).
Строительство собора проходило с 1791 по 1795 год на средства боярина Георгия Панаиота для армян римско-католического вероисповедания. Панаиот пригласил 300 армян из Галиции для улучшения экономической ситуации, однако молдавские власти не разрешили переезд и 1804 году храм был освящён по православному обряду.
Архитектором 32-метрового храма был австриец Антон Вейсман. Роспись интерьера и иконостас выполнил художник Эфстафиос Алтинис. В XIX веке церковь сгорела, но была восстановлена. Иконостас и некоторые росписи сохранились, а часть росписей была реставрирована. В 1888 году была построена колокольня в стиле Петропавловского собора в Санкт-Петербурге.

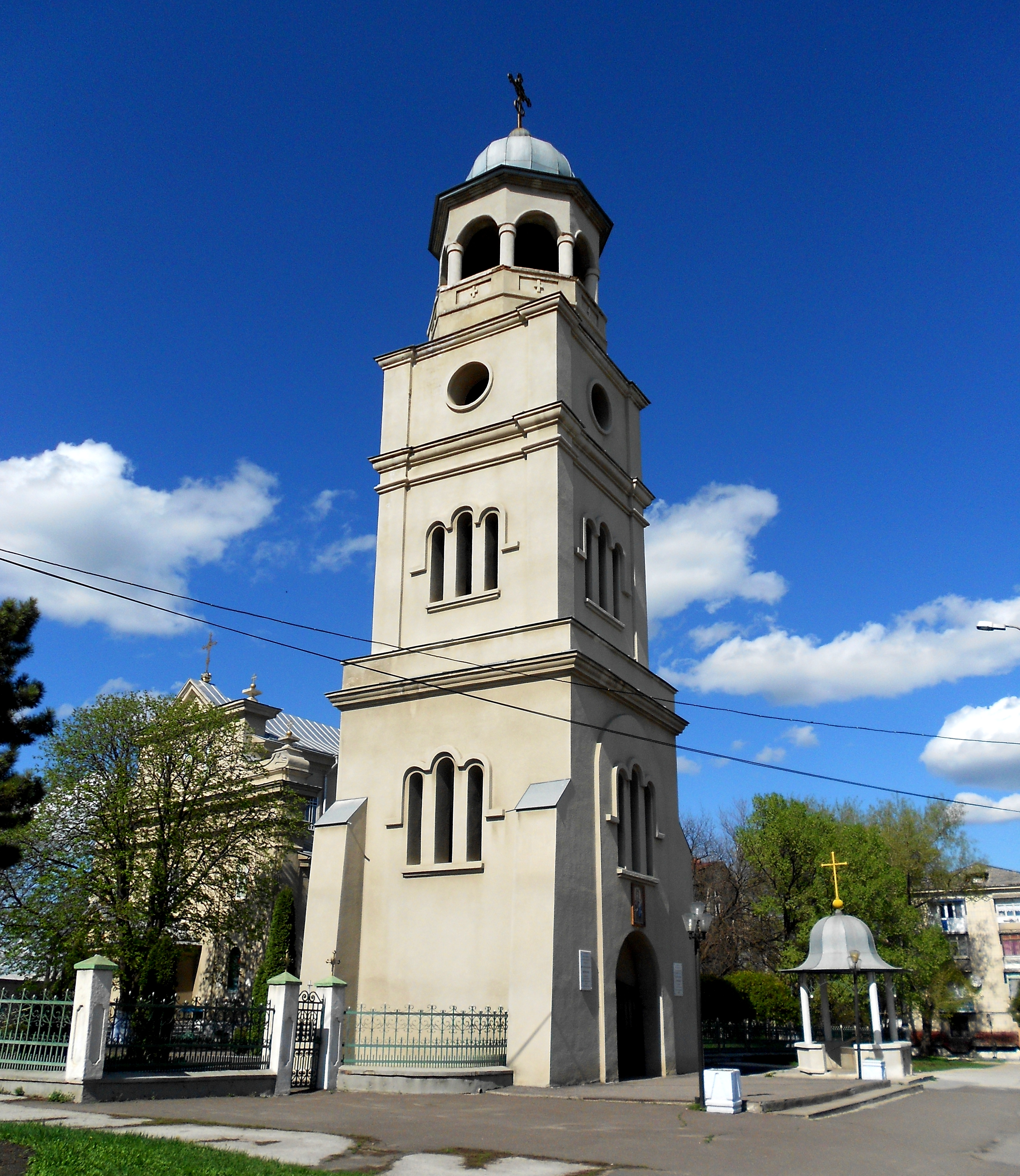
Колокольня в 2012 году

До 1920-х годов Николаевский собор оставался единственным православным храмом в городе. Во время Второй мировой войны церковь и колокольня пострадала от артиллерийских обстрелов. В помещение храма попала бомба, которая не сдетонировала и была вынесена сапёрами, которые обезвредили её на берегу реки Реут. Верхние ярусы колокольни пострадали больше всего из-за чего их пришлось снести. Впоследствии колокольня была восстановлена с пристройкой к ней нескольких ярусов.
5 апреля 1965 года местные власти приняли решение снести трехъярусную колокольню. На её месте были сделаны клумбы. В середине 1990-х колокольня была восстановлена на средства Николая Кирильчука. Освещение колокольни состоялось 22 мая 1995 года в присутствии митрополита Кишинёвского и всея Молдовы Владимира и президента Молдавии Мирчи Снегура.
В ночь на 24 января 1959 года в храме случился пожар, который повредил иконостас и уничтожил ряд церковных книг. В 1980-е годы проходила реставрация интерьера собора.
Ежегодно 22 мая в Бельцах празднуется Храмовый праздник в честь Николаевского собора. Решение об учреждении праздника было принято 29 мая 1992 года по итогам встречи примара Владимира Тончука с представителями православной церкви.

## Архитектура
Собор выполнен как базилика. В углах здания расположены служебные помещения. Торцевые фасады выполнены с использованием стиля барокко. Николаевский собор является единственным подобным сооружением такого типа на территории Республики Молдова.